# Princess (rivista)
Princess (プリンセス?, Purinsesu) è una rivista giapponese di manga shōjo pubblicata da Akita Shoten ogni 6 del mese. Le serie al suo interno sono principalmente pensate per un pubblico di ragazze adolescenti, ed infatti la LaLa, la Bessatsu Margaret e la Betsucomi sono le principali concorrenti nelle vendite.
La rivista sorella è Princess Gold (プリンセスGOLD?, Purinsesu Gōrudo), che si è separata dalla Princess a partire dal 1979. Princess Gold è pubblicata 9 volte l'anno.

## Manga pubblicati nelPrincess
- Yasuko Aoike
  - From Eroica with Love
- Yu Asami
  - A.I Revolution
- Yuho Ashibe
  - Bride of Deimos (storia di Etsuko Ikeda)
- Maki Fujita
  - Platinum Garden
- Rurika Fuyuki
  - Aries
- Moto Hagio
  - A, A'
- You Higuri
  - Cantarella
- Chieko Hosokawa
  - Ōke no monshō
- Kachiru Ishizue
  - Rosen Blood
- Kumiko Kikuchi
  - Complex
- Shōko Konami
  - Ninja Life
- Setona Mizushiro
  - X-Day
  - Afterschool Nightmare
- Naoko Moto
  - Lady Victorian
- Hiromu Mutō
  - E se fosse amore?
- Takako Shigematsu
  - Tenshi Ja Nai
  - King of The Lamp
- Shioko Mizuki
  - Cyber Believers (Cy-believers)
  - Crossroad
  - Can Three People Be in Love?
  - Love Fruits